# Клейновская-Кшиваньская, Александра Ядвига
Александра Ядвига Клейновская-Кшиваньская (пол. Aleksandra Jadwiga Klejnowska-Krzywańska; род. 17 декабря 1982, Легница) — польская тяжелоатлетка, выступавшая в весовой категории до 58 килограммов. Чемпионка мира и Европы и участница Олимпийских игр.

## Биография
Александра Клейновская родилась 17 декабря 1982 года в Любине.

## Карьера
Начала заниматься тяжёлой атлетикой в 1998 году.
На чемпионате мира среди юниоров 1999 года Александра Клейновская заняла девятое место в весовой категории до 58 килограммов с результатом 162,5 кг. Она подняла 70 кг и 92,5 кг в рывке и толчке, соответственно. В том же году она участвовала на взрослом чемпионате мира в Афинах, где стала двадцатой с результатом 180 килограммов (77,5 + 102,5).
На юниорском чемпионате мира 2000 года польская тяжелоатлетка заняла второе место, показав результат 195 килограммов (82,5 + 112,5). На чемпионате мира завоевала серебро с результатом 197,5 кг (87,5 + 110). В том же году она участвовала на Олимпиаде в Сиднее, где тяжёлая атлетика дебютировала в программе Игр. Клейновская заняла пятое место, подняв 202,5 кг в сумме двух упражнений: в рывке она зафиксировала 82,5 кг, а в толчке 112,5 кг.
На юниорском чемпионате мира 2001 года Клейновская улучшила результат в сумме до 205 килограммов и вновь стала серебряным призёром. На чемпионате Европы впервые в карьере завоевала золото, причём серебро также ушло в Польшу усилиями Мариеты Готфрид. В том же году на взрослом чемпионате мира в Анталье она стала чемпионкой, превзойдя своё достижение на 10 килограммов. Полька подняла 92,5 кг в рывке и 122,5 кг в толчке.
В 2002 году в Анталье завоевала золото чемпионата Европы с результатом 213 кг (90 + 123), но в том же году была дисквалифицирована за применение запрещённых препаратов вместе с Доминикой Мистерской на два года.
Клейновская участвовала на чемпионате Европы 2004 года в Киеве, где вновь выиграла золото с результатом 222,5 кг. На Олимпийских играх 2004 года в Афинах вновь стала пятой, показав рекордный для себя результат 220 кг (97,5 кг в рывке и 122,5 кг в толчке).
В 2005 году Клейновская выиграла университетский Кубок мира с результатом 201 кг, а на чемпионате Европы в Софии завоевала серебро с результатом 210 кг (90 + 120), уступив россиянке Марине Шаиновой 15,5 килограммов. Тем не менее на чемпионате мира в Дохе её постигла неудача — отсутствие успешной попытки в рывке.
На чемпионате Европы 2006 года в польском Владыславове Александра заняла третье место с результатом 218 кг (94 + 124). На чемпионатах мира 2006 в Санто-Доминго и 2007 в Чиангмае Клейновская стала пятой и шестой с результатами 208 и 216 кг, соответственно.
В 2008 году Клейновская выиграла чемпионат Европы с результатом 212 кг (91 кг в рывке и 121 кг в толчке) и вошла в состав сборной Польши на третьи для себя Олимпийские игры в Пекине, но стала лишь шестой несмотря на то, что показала один из лучших результатов в карьере (215 кг).
На чемпионате мира 2010 года заняла лишь восемнадцатое место с суммой 184 кг.
На чемпионате Европы 2011 года заняла третье место с результатом 196 кг, а на чемпионате мира в Париже стала двенадцатой, подняв в рывке 90 кг и в толчке 115 кг.
На чемпионате Европы 2012 года не сумела показать зачётный результат в сумме после неудачи в рывке, но в толчке зафиксировала 117 кг. На четвёртой для себя Олимпиаде в Лондоне стала пятой, подняв 196 кг (84 + 112).
В 2015 году на чемпионате Европы стала бронзовым призёром с результатом 202 кг (89 + 113), а на чемпионате мира в Хьюстоне стала лишь семнадцатой с результатом 198 кг.
На чемпионате Европы 2016 года потерпела неудачу в рывке, но в толчке подняла 111 кг.